# I See a Darkness
I See a Darkness is het zesde album van Will Oldham. Het is het eerste album dat hij onder de naam Bonnie 'Prince' Billy uitbracht. Het album kwam in 1999 uit bij Palace Records, een sub-label van Drag City. Johnny Cash coverde het nummer I See a Darkness op het album American III: Solitary Man. Oldham zelf verzorgt de achtergrondzang bij dat nummer. Steve Adey heeft dit nummer ook gecoverd. Yevgueni maakte een Nederlandstalige bewerking van het nummer met de titel Zo Donker. Deze song is te vinden op hun tweede album Aan de Arbeid uit 2007.

## Nummers
Alle muziek en teksten zijn geschreven door Will Oldham. 
| 1.                 | A Minor Place               | 3:43 |
| 2.                 | Nomadic Revery (All Around) | 3:58 |
| 3.                 | I See a Darkness            | 4:49 |
| 4.                 | Another Day Full of Dread   | 3:10 |
| 5.                 | Death to Everyone           | 4:31 |
| 6.                 | Knockturne                  | 2:17 |
| 7.                 | Madeleine-Mary              | 2:31 |
| 8.                 | Song for the New Breed      | 3:24 |
| 9.                 | Today I Was an Evil One     | 3:52 |
| 10.                | Black                       | 3:46 |
| 11.                | Raining in Darling          | 1:54 |
| Totale duur: 40:29 |                             |      |

## Bezetting
- Will Oldham
- Bob Arellano
- Colin Gagon
- Paul Oldham
- Peter Townsend